# Ухтанес (историк)
Ухтане́с Себастаци (арм. Ուխտանես Սեբաստացի, родился ок. 935 — умер ок. 1000 г.) — армянский историк конца X века, церковно-общественный деятель. Образование получил в Нарекаванке у Анании Нарекаци. Позже, улучшил свои познания в библиографии и богословии. Был главой епархии Себастии (ок. 970—985), предположительно также и Эдессы (после 985). Боролся против халкидонства. В 980 году по поручению Анании Нарекаци начал работу над «Историей Армении», которую завершил около 982 года. Сохранились только первые две части. В первой описана древняя история Армении до принятия христианства. Вторая часть заканчивается VII веком, когда между грузинской и армянской церковью произошёл раскол.
Труд «История Армении» был издан 1871 в Вагаршапате. Французский перевод издал в Санкт-Петербурге в 1871 г. М. Броссе, грузинский — З. Алексидзе в Тбилиси в 1975 году.